# Reference.com
Reference.com — сайт, основанный в 1997 году в виде онлайн-энциклопедии, систематизирующей контент в формате вопросов и ответов и организующей статьи в иерархические категории.
До того, как компания IAC реструктурировала сайт после приобретения в 2008 году, Reference.com содержал множество справочных материалов и раскрывал свои источники.

## История
Сайт Reference.com был запущен компанией InReference, Inc в феврале 1997 года. Позже сайт был приобретен Lexico Publishing Group, LLC. В 2005 году компания Lexico объявила, что Reference.com начнет предлагать поиск по содержанию Википедии.
Популярность принадлежавшего той же компании сайта Dictionary.com значительно повысилась благодаря практике поисковика Google предлагать ссылку в верхней части результатов поиска, которая вела к определению Dictionary.com. Эти эксклюзивные отношения были разорваны без объяснения причин, когда предлагаемые поисковиком Google ссылки стали вести на определения из Answers.com (в декабре 2009 года ссылки Answers.com были заменены собственным словарем Google). Google стал добавлять ссылки на определения Dictionary.com для некоторых поисковых слов наряду со ссылками на определения с ряда других коммерческих справочных веб-сайтов. 3 июля 2008 года компания IAC приобрела компанию Lexico Publishing Group, LLC и три принадлежавших ей сайта: Thesaurus.com, Reference.com и Dictionary.com.

## Внешние источники
Reference.com воспроизводит контент из внешних источников. Источники сайта включают другие онлайн-словари, энциклопедии и поисковые запросы, найденные на других сайтах, таких как Википедия и Всемирная книга фактов ЦРУ. Сайт также может выполнять поиск в группах Usenet и других списках рассылки.
В энциклопедии были статьи из таких источников, как «Колумбийская электронная энциклопедия» 2004 года, «Справочная энциклопедия кристаллов» и (позднее) Английская Википедия. Его онлайн-словарь проиндексировал «Словарь американского наследия», «Библейский словарь Истона» 1897 года, Jargon File, «Многоязычный английский словарь Кернермана», Acronym Finder, «Медицинский словарь Стедмана», «Медицинский словарь Мерриам-Вебстера», «Медицинский онлайн-словарь» и WordNet. Его тезаурус был основан на нескольких версиях Тезауруса Роже. Веб-каталог сайта был интерфейсом для Open Directory Project, а его функция веб-поиска использовала поисковая система Google. Интерфейс для Google Translate был добавлен в 2008 году.

## Отслеживание пользователей
Reference.com в 2010 году возглавил список веб-сайтов, составленный The Wall Street Journal, по количеству сторонних файлов cookie для отслеживания, добавляемых на компьютер пользователя. Reference.com добавлял 234 файла cookie для отслеживания при первом посещении сайта.